# Amouranth
Kaitlyn Michelle Siragusa (Houston, 2 de desembre de 1993), més coneguda com Amouranth, és una celebritat nord-americana d'Internet i streamer de Onlyfans. Siragusa també és coneguda per les seves retransmissions en directe a ASMR Twitch.

## Primers anys de vida
Siragusa va néixer a Houston, Texas, el 2 de desembre de 1993. Va ser filla única i va tenir una forta connexió amb els animals. Quan era petita, Siragusa jugava a molts videojocs i mirava animes, cosa que més tard la va inspirar a començar a dissenyar vestuari i a fer cosplay. La seva tieta li va ensenyar a cosir, i així va fer el seu primer vestit per a una convenció local de Houston i va guanyar el seu primer concurs com a princesa Zelda.

## Carrera professional
El 2010, Siragusa va cursar Disseny de moda i disseny de vestuari teatral a la universitat i la seva professora la va recomanar a la Houston Grand Opera i al Houston Ballet com a dissenyadora de vestuari. I el 2015, va iniciar la seva pròpia companyia de personatges per a l'entreteniment infantil. Des del debut de la seva companyia, ha aparegut a les cadenes de notícies locals diverses vegades i ha aparegut dues vegades a The Little Couple de TLC.
El 2016, Twitch es va posar en contacte amb Siragusa, on li van demanar que s'unís a la seva plataforma i en directe fes disfresses. Ràpidament, va guanyar un gran nombre de seguidors i finalment va redirigir el seu contingut al ball, ASMR i streaming de bany d'hidromassatge. Aconseguint fins a 5,2 milions de seguidors a Twitch actualment.
Siragusa és una de les creadores de contingut més importants a OnlyFans, guanyant més d'1,5 milions de dòlars cada mes, arribant a uns 27 milions de dòlars de còmput total. El 8 d'octubre de 2021, Siragusa va ser expulsada de Twitch per cinquena vegada, així com d'Instagram i TikTok. I el novembre de 2021, Siragusa va anunciar al seu Twitter que havia comprat una benzinera, que lloga a la companyia Circle K.
El gener de 2022, va anunciar que també havia comprat una empresa de joguines per a piscina inflable. L'abril de 2022, va anunciar que deixava els seus OnlyFans i les activitats en línia associades per centrar-se en Twitch a finals de juny d'aquell any.
El 2 d'agost de 2022 revelà a la web de Refinery29 que els seus ingressos mensuals només a la plataforma Twitch ja eren d'uns 100.000 dòlars al mes, amb les xifres creixent si es basava en el que li pagaven els anunciats i les esponsoritzacions. Afirmà també que el nombre de vistes de cada emissió podia rondar des de les 4.000 de mitjana fins a les 10.000 i 13.000, superant les 20.000 i ocasionalment assolint les 30.000.

## Vida personal
Siragusa encara avui és un amant dels animals i té dos cavalls, Spirit i Kyran, i dos gossos, Nox i Bear. Ha dit en diverses entrevistes que la seva raó per fer la creació de contingut és guanyar prou diners perquè pugui començar el seu propi santuari d'animals i salvar gossos i cavalls retirats de les curses, que no són desitjats o que han estat maltractats.
El 15 d'octubre de 2022, Siragusa va revelar en directe que feia uns quants anys que estava casada, després que el seu suposat marit interrompés la seva transmissió, que es va poder escoltar abusant verbalment d'ella en directe. Siragusa va al·legar que el seu marit controla les seves finances, la va obligar a transmetre més del que volia i va amenaçar de matar els seus gossos si no obeïa les seves demandes.

## Premis i nominacions
| Any  | Cerimònia           | Categoria          | Resultat   | Ref.   |
| ---- | ------------------- | ------------------ | ---------- | ------ |
| 2022 | The Streamer Awards | Best ASMR Streamer | guanyadora | [ 18 ] |